# Solid Pleasure
Albums de Yello
Claro Que Si
(1981)
Solid Pleasure est le premier album du duo de musique électronique suisse Yello. Il est sorti en 1980, avant d'être ré-édité en 2005 avec plusieurs pistes supplémentaires dans le cadre du projet Yello Remaster Serie. L'album original contient le premier succès du groupe, le titre Bostich. Il faudra attendre la version de 2005 pour y trouver l'autre succès de jeunesse du groupe, le titre I.T. Splash.

## Pistes de l'album
| 1.    | Bimbo               | Boris Blank, Dieter Meier | 3:38 |
| 2.    | Night Flanger       | Blank, Meier              | 4:53 |
| 3.    | Reverse Lion        | Blank, Meier              | 1:21 |
| 4.    | Downtown Samba      | Blank, Meier              | 2:37 |
| 5.    | Magneto             | Blank, Meier              | 2:47 |
| 6.    | Massage             | Blank, Meier              | 1:37 |
| 7.    | Assistant's Cry     | Blank, Carlos Peron       | 1:40 |
| 8.    | Bostich             | Blank, Meier              | 2:13 |
| 9.    | Rock Stop           | Blank, Meier              | 2:31 |
| 10.   | Coast To Polka      | Blank, Meier              | 1:55 |
| 11.   | Blue Green          | Blank, Peron              | 5:26 |
| 12.   | Eternal Legs        | Blank                     | 4:16 |
| 13.   | Stanztrigger        | Blank, Peron              | 2:49 |
| 14.   | Bananas To The Beat | Blank, Meier              | 3:03 |
| 41:05 |                     |                           |      |

### Version remasterisée de 2005
Solid Pleasure fut remasterisé et réédité avec les pistes supplémentaires suivantes :
| No  | Titre                                                                              | Durée |
| --- | ---------------------------------------------------------------------------------- | ----- |
| 15. | Thrill Wave (Extrait de la bande-son du film Jetzt und Alles (Allemagne, 1981))    | 2:05  |
| 16. | I.T. Splash (Tiré du premier 33 tours de Yello (Suisse, 1979))                     | 2:37  |
| 17. | Gluehead (Tiré du premier 33 tours de Yello (Suisse, 1979))                        | 2:53  |
| 18. | Smirak's Train (Extrait de la bande-son du film Jetzt und Alles (Allemagne, 1981)) | 4:39  |
| 19. | Bostich (N'est-ce Pas) (Extrait d'un 33 tours de 1981)                             | 4:35  |

Ces cinq pistes n'étaient pas disponibles sur CD avant cette réédition.

## Crédits
- Dieter Meier – voix
- Boris Blank – voix sur Eternal Legs, composition

Avec également :
- Chico Hablas – guitare
- Felix Haug – percussion
- Walt Keiser – percussion
- Carlos Perón – effets sonores

- (en) Cet article est partiellement ou en totalité issu de l’article de Wikipédia en anglais intitulé « Solid Pleasure » (voir la liste des auteurs).